# Boljevići (Bratunac)
Pour les articles homonymes, voir Boljevići.
Boljevići (en serbe cyrillique : Бољевићи) est un village de Bosnie-Herzégovine. Il est situé dans la municipalité de Bratunac et dans la république serbe de Bosnie. Selon les premiers résultats du recensement bosnien de 2013, il compte 200 habitants.

## Géographie
Boljevići est situé sur les bords de la Drina.

## Démographie

### Évolution historique de la population dans la localité
| 1948 | 1953 | 1961 | 1971 | 1981 | 1991 | 2013 |
| ---- | ---- | ---- | ---- | ---- | ---- | ---- |
| -    | -    | 779  | 626  | 513  | 415, | 200  |

|  |

### Répartition de la population par nationalités (1991)
En 1991, les 415 habitants du village étaient tous serbes.